# 데클런 키어니

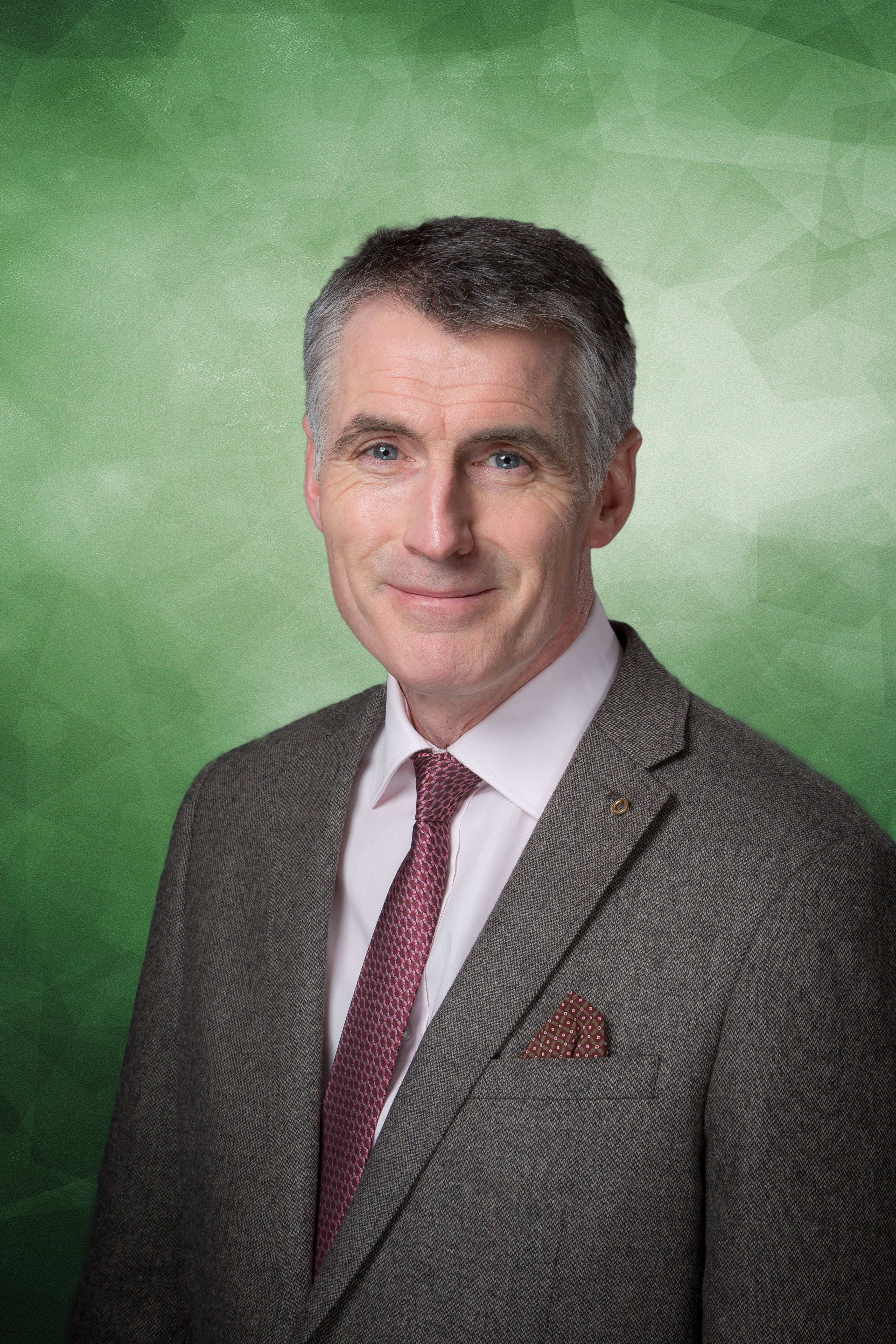

데클런 키어니(영어: Declan Kearney, 1964년 12월 19일 ~ )는 아일랜드의 정치인으로 신 페인 소속이다. 2016년 남앤트림 선거구 북아일랜드 의원으로 당선되었다.
앤트림 출신으로, 올리버 키어니와 브리지드 키어니(혼전 성씨 토튼)의 아들로 태어났다. 선거 당시 데리에서 거주하고 있었다.
선거 이전 신 페인의 전국위원장을 지냈으며, 이 시기 북아일랜드 분쟁 시기 희생자들에게 사과를 한 적이 있었다. 그의 형인 시어런 키어니는 제인 키어니(혼전 성씨 도널슨)의 남편이며, 아일랜드 공화국군 임시파의 지원군이자 신 페인 소속 정치인으로 더니골주 글렌티즈에서 영국 공작원에게 발각되어 암살된 데니스 도널슨의 사위이다.